# Мобилно програмиране
Мобилно програмиране е програмиране като се използва мобилно устройство за работна среда, използването на мобилен софтуер за кодиране и софтуерна разработка, или разработването на софтуерни приложения за мобилни компютри и устройства. Това е процес, при който приложения се разрабатват за неголями портативни устройства, такива като смартфони. Тези приложения могат да бъдат предварително инсталирани на мобилното устройство по време на неговото производство, да бъдат изтегляни от потребителя, като се използват различни платформи за разпространение на софтуер, или да бъдат уеб приложения, които се обработват от клиента (JavaScript) или от страна на сървъра.
При програмирането на мобилни софтуерни приложения, дизайнът на мобилния потребителски интерфейс (MUI) също е от значение.
Типове приложения: 
- Инсталирани или кохерентни мобилни приложения (OS Native apps) (собствени на операционната система приложения), интегрирани билд приложения

## Виж още
- Тестване на мобилно устройство